# 王立平 (1967年)
王立平（1967年7月—），河北乐亭人，汉族，中国共产党党员。中华人民共和国政治人物、第十三届全国人民代表大会吉林地区代表。

## 生平
王立平参加工作后，曾任吉林省政协研究室副主任、主任，吉林省政协副秘书长兼研究室主任，中共通化市委副书记，2015年出任中共辽源市委副书记、市长。
2018年2月24日，当选为第十三届全国人大代表，同年3月升任中共辽源市委书记，但在同年11月，王立平因在辽源市任职期间对于辽河污染防治工作重视不够、推进不力，导致吉林省辽河流域水环境质量严重恶化，受到生态环境部通报而被中共吉林省委免去辽源市委书记职务。2019年改任中共吉林省委军民融合办副主任。